# Lamoral Ier de Ligne
Ne doit pas être confondu avec Claude-Lamoral Ier de Ligne.
Lamoral Ier, né à Belœil le 19 juillet 1563 et mort le 5 ou 6 février 1624 à Bruxelles, comte puis 1er prince de Ligne est un diplomate des XVIe et XVIIe siècles.

## Biographie
La maison de Ligne est l'une des plus illustres de l'Europe ; le diplôme de prince du Saint-Empire, conféré à Lamoral Ier et à ses descendants, porte ces mots : « Hœc domus nulli antiquitate et decore familiarum nobilissimarum etiam regalium cedit. » Cette maison pour l'antiquité et l'illustration ne le cède à aucune des plus nobles fussent-elles royales. Les armes de la maison de Ligne sont d'or à la bande de gueules ; sa devise latine : « quo tes cumque cadunt, stat semper linea recta. » en français : « De quelque côté que tombent les choses, la ligne reste toujours droite » ; son cri : « Transit cum sanguine virtus. » en français : « La vaillance se transmet avec le sang. »
Lamoral Ier, comte de Ligne et de Fauquemberghe, baron de Wassenaer et de Belœil, vicomte de Leyde, capitaine de 50 hommes d'armes et gentilhomme de la chambre de l'archiduc, en 1596, fut commis l'année suivante au gouvernement de l'Artois qu'il défendit contre le roi Henri IV de France.
L'empereur Rodolphe II, par ses lettres données à Prague, le 20 mars 1601, le créa prince du Saint-Empire, lui et ses descendants légitimes de l'un et de l'autre sexe.
Membre du conseil d'état des archiducs Albert et Isabelle qui le qualifiaient lui et sa femme de cousin et cousine, il obtint de LL. AA. SS. l'érection du comté de Ligne en principauté, le 2 août 1602.
En tant que diplomate, le premier prince de Ligne est mêlé à de nombreux événements européens. Il représente les archiducs en plusieurs ambassades vers l'empereur Rodolphe II, Philippe III, roi d'Espagne, et les rois de France Henri IV et Louis XIII, pour le féliciter lors de son mariage avec la fille du roi Philippe III d'Espagne. Au cours de cette mission, il doit également traiter de divers dossiers avec les dirigeants politiques français.

Il servit en plusieurs sièges, batailles et rencontres, et demeura toujours fidèle à son prince, nonobstant la continuation des troubles et la perte de ses biens ; nommé grand d'Espagne de 1e classe par le roi Philippe IV d'Espagne pour services rendus à la Couronne, il mourut à Bruxelles au mois de janvier 1624. Son corps fut rapporté à Belœil et déposé au caveau de ses ancêtres. Sur les tableaux de famille on voyait l'épitaphe suivante : 

« Cy gisent aussi hauts, nobles, puissants et illustres seigneurs et prince, dame et princesse, Mgr Lamoral, prince de Ligne et du Saint-Empire, comte de Fauquemberghe, chevalier de la Toison-d'Or, du Conseil d'État de leurs altesses et gouverneur, capitaine général du pays et comté d'Arthois, gentilhomme de la chambre de leurs altesses sérenissimes, capitaine et chef de cinquante hommes d'armes des ordonnances; et Madame Marie de Melun, dame et princesse dudit Ligne et du St-Empire, et dame héritière et marquise de Roubaix, comtesse de Néchin, sénéchale de Hainaut, baronne d'Antoing, Cysoing, Werchin, et souveraine de Faigneules. »

Le prince et la princesse de Ligne firent entériner, le 23 janvier 1601, les lettres d'érection du marquisat de Roubaix que Robert de Melun, leur frère, n'avait pu faire enregistrer au milieu des guerres continuelles où il s'était trouvé.
Ils donnèrent, en 1603, à l'hôpital Sainte-Élisabeth de Roubaix une pièce de terre de 1 400 verges, à la Croisette du Pret, pour l'obit de leur mère la princesse d'Épinoy. Ils instituèrent, le 9 décembre 1606, la Compagnie des canonniers de Roubaix, sous le titre de Confrérie de Madame Sainte-Barbe ; et firent, en 1615, rapport et dénombrement de la terre de Roubaix.

## Titres
- Comte de Ligne (1583) et de Fauquemberghe,
- 1er Prince de Ligne (1601),
- Baron de Wassenaer et de Belœil
- Vicomte de Leyde.

## Décorations
- Chevalier de la Toison d'or, à Barcelone, en 1599.

## Vie familiale
Fils de Philippe ( † 1583), comte de Ligne et de Marguerite ( † 1598), fille de Philippe de Lalaing (vers 1510 † 30 juin 1555), comte de Hoogstraeten, Lamoral Ier épousa en 1584 Anne-Marie de Melun ( † vers 1634), marquise de Roubaix, baronne d'Antoing, fille de Hugues II de Melun (1520 † 13 août 1553), 2e comte puis 1er prince d'Épinoy et du Saint-Empire (1545). Ensemble, ils eurent :
1. Yolande (18 mars 1585 † 25 août 1611), mariée le 23 octobre 1599 avec Charles-Alexandre (1581-1624), duc de Croÿ, dont une fille ;
2. Florent (13 août 1588 † 17 avril 1622), marquis de Roubaix, baron d'Antoing, 1er prince d'Amblise (20 avril 1608), marié avec Louise de Lorraine-Chaligny, dont postérité ;
3. Anne (1590 † 12 décembre 1651), mariée avec Felipe Folch de Cardona ( † 1619 - Bruxelles), 4e marquis de Guadalest, dont une fille ;

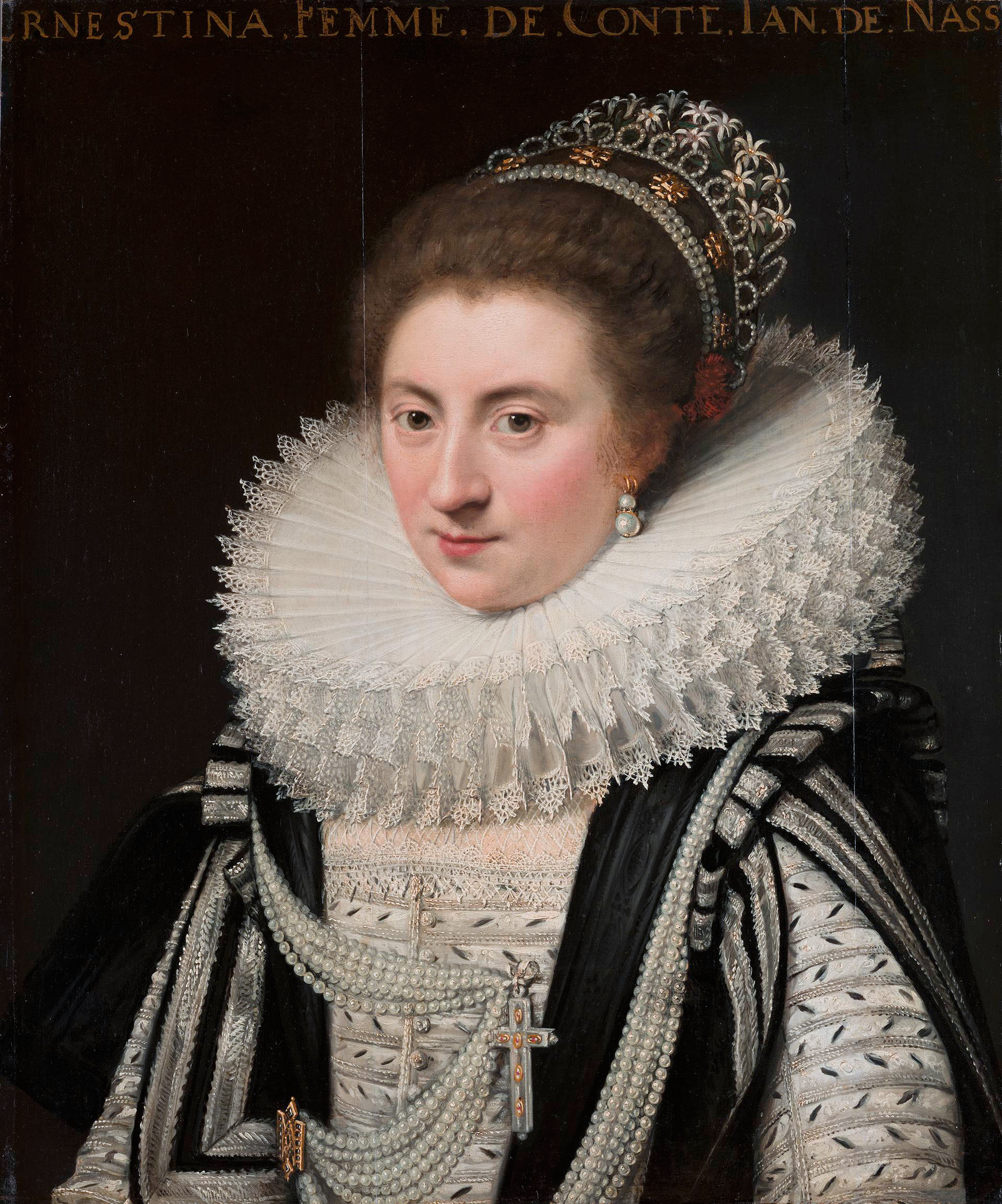
Ernestine-Yolande de Ligne.

4. Ernestine-Yolande de Ligne.Lambertine (née le 22 juin 1593), mariée le 30 juillet 1609 avec Philibert de La Baume (26 mars 1586 † après 1610 - mort d'une chute en courant le cerf), marquis de Saint-Martin, dont une fille. Veuve, elle épousa, par dispense, son beau-frère Jean Baptiste de La Baume (1593 † après 1640 - Grei), « baron de La Baume », seigneur de Saint-Romain, baron de Montmartin, marquis de Saint-Martin-le-Châtel, sans postérité ;
5. Ernestine-Yolande de Ligne d'Amblise (1594 † 4 juin 1668), princesse de Ligne, mariée le 13 août 1618 avec Jean VIII de Nassau-Siegen (29 septembre 1583 † 27 juillet 1638), comte de Nassau-Siegen, dont postérité.